# Sin tetas no hay paraíso
Sin tetas no hay paraíso é uma série colombiana produzida e exibida pela Caracol Televisión entre 16 de agosto e 13 de outubro de 2006. 
A história é baseada no livro Sin tetas no hay paraíso, do escritor colombiano Gustavo Bolívar. 
Foi protagonizada por María Adelaida Puerta, interpretando Catalina Santana. Conta também com as atuações estrelares de Patricia Ércole, Andrés Toro e Nicolás Rincón e com a atuação antagônica de Sandra Beltrán. 

## Sinopse
Eu vivia contada por Catherine ( Maria Adelaida Puerta ) a 17 - year-old de um bairro pobre da cidade de Pereira , que vêm traquetos para fornecer dinheiro para as mulheres em troca de favores sexuais. Catherine acredita que fez os seios é uma prioridade, no fim de aproveitar o dinheiro de senhores da droga, assim que olhar para formas de obter dinheiro da operação para ter seios grandes, não importa o que ele tinha que fazer para recebo -lo .
Com a riqueza ganho e poder, Catalina começa a pensar que não vale a pena denegrido em troca de luxos. Mas quando os testes (no penúltimo capítulo) não há esperança, toda a sua vida é feita de lixo completa, porque todas as disputas cair ir junto episódios da série.

## Elenco
- María Adelaida Puerta - Catalina Santana
- Patricia Ércole - Hilda Santana
- Sandra Beltrán - Yésica Beltrán "La Diabla"
- Nicolás Rincón - Albeiro Manríquez
- Andrés Toro - Byron Santana
- Marlon Moreno - Aurelio Jaramillo "El Titi"
- Jenny Osorio - Ximena
- Marilyn Patiño - Paola
- Margarita Rosa Arias - Vanesa
- Fabio Restrepo - Marcial Barrera
- Ernesto Benjumea - Octavio Rangel
- Cristóbal Errázuriz - Cardona
- Juan Pablo Franco - Mauricio Contento
- Ramsés Ramos - Pelambre
- Luces Velásquez - Margot
- Saín Castro - Doctor Molina
- Juan Assis - Juan Assis (El Ateo)
- Mauricio Mejía - Professor Mariño